# Éric Péron
Pour les articles homonymes, voir Péron (homonymie).
Éric Péron est un navigateur, aventurier et skipper professionnel français, né le 3 avril 1981 à Quimper.

## Biographie
Éric Péron habite dans le Pays Bigouden.
Après un cursus classique en voile sportive sur dériveur en parallèle d’études en faculté – avec deux préparations olympiques – Eric découvre la course au large en se lançant dans une sélection drastique à bord de voiliers tous identiques (monotypes) pour participer à des courses en solitaire, le Figaro Bénéteau. Il va y briller et se faire remarquer. Éric Péron  enchaîne dans la décade à suivre près de 10 traversées de l’océan Atlantique en course et participe à 5 reprises à la plus exigeante des épreuves en solo, la Solitaire du Figaro entre France, Espagne, Irlande et Angleterre, sans compter ses nombreuses autres navigations sur grands monocoques et multicoques.
Le 7 janvier 2024, il prend le départ de l'Arkéa Ultim Challenge à bord du Maxi trimaran Adagio . Il termine la course à la 5e place.

## Palmarès
- 1998 : 1er National 420
- 2001 : 3e du Championnat de France de 470
- 2003 : 5e à la semaine olympique d’Athènes en 470
- 2006 : 29e de la Solitaire du Figaro
- 2008 :
  - 32e de la Solitaire du Figaro
  - 3e de la Transat AG2R Concarneau/St-Barthélemy avec Miguel Danet
- 2009 : 25e de la Solitaire du Figaro
- 2010 : 4e de la Solitaire du Figaro
- 2011 :
  - 27e de la Solitaire du Figaro
  - 7e de la Transat Benodet Martinique (il a souffert d’une entorse du genou alors qu’il menait la course)
- 2012 :
  - vainqueur du Tour de France à la voile sur TPM - Coych
  - 2e de la Transat AG2R Concarneau/St-Barthélemy avec Erwan Tabarly sur Nacarat[3].
- 2014 :
  - 2e de l’étape 2 de la Volvo Ocean Race Cape Town/Abu Dhabi sur le VO65 Dongfeng Race Team
  - 2e de l’étape 1 de la Volvo Ocean Race Alicante/Le Cap sur Dongfeng Race Team
  - 5e de la Transat AG2R Concarneau/Saint-Barthélemy avec Nicolas Lunven sur Generali
- 2015 :
  - vainqueur de la 5e étape de la Volvo Ocean Race Itajaí/Newport sur le VO65 Dongfeng Race Team
  - 3e de la 4e étape de la Volvo Ocean Race Sanya/Auckland sur Dongfeng Race Team
  - vainqueur la de la 3e étape de la Volvo Ocean Race Abu Dhabi/Sanya sur Dongfeng Race Team
- 2017 : 19e de la Solitaire du Figaro
- 2018 :
  - 3e de la 2e étape de la Solitaire du Figaro entre Baie de Saint-Brieuc et Ría de Muros-Noia Muros-Noia sur Finistère Mer Vent
  - 23e de la Solo Concarneau
  - 11e de la Allmer
  - 8e de la Transat AG2R La Mondiale avec Miguel Danet sur Le Macaron French Pastries
- 2019 :
  - 18e du Tour de Bretagne à la Voile avec Miguel Danet sur L'égoiste
  - 8e de la solitaire du Figaro sur French Touch ; vainqueur de la 4e étape entre la Baie de Morlaix (Roscoff) et Dieppe
  - 3e de la Solo Concarneau sur French Touch
- 2022 :
  - 2e des 1000miles des Sables
  - 4e Classe Ocean Fifty de la Route du Rhum 2022
- 2023 : 2e de la course The Arch Sailing Race avec Thomas Le Breton et Christophe Boutet sur French Touch Ocean Club, en 18 h 59 min[4]
- 2024 : 5e de l'Arkéa Ultim Challenge sur Adagio